# Bomba a caduta libera

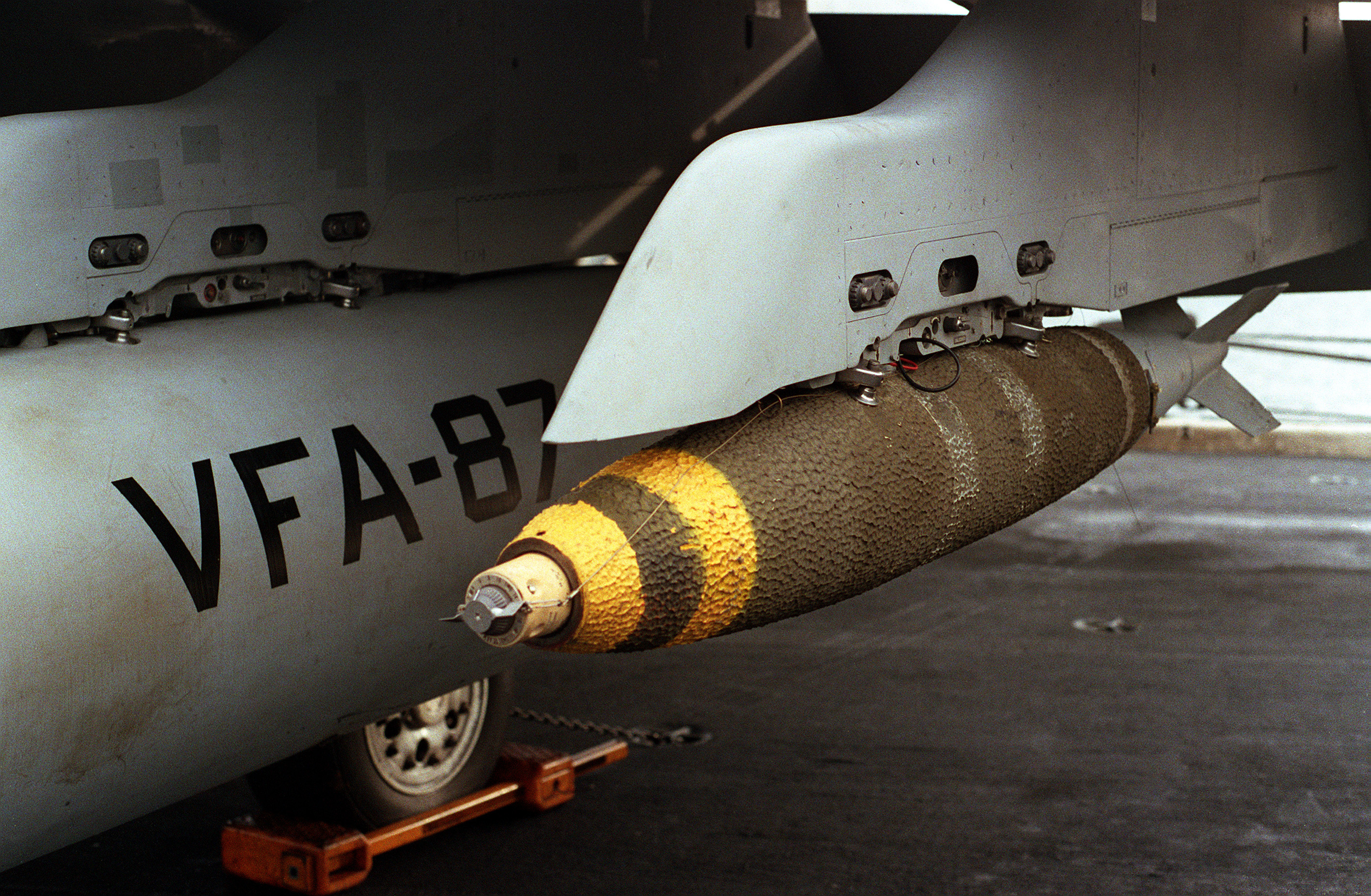
Una bomba a caduta libera da 227 kg (500 lb) Mark 82.

La bomba a caduta libera è stato il primo tipo di bomba ad essere sganciato da un mezzo aereo. Queste bombe seguono una traiettoria balistica dopo il lancio, in funzione della velocità del mezzo aereo e della sua quota in relazione alla quota del bersaglio a terra. La loro velocità iniziale coincide con quella del mezzo che le trasporta, con una componente parallela alla direzione di moto del mezzo, e subisce una accelerazione verso il basso dovuta alla forza di gravità. Esisteva anche una categoria di bombardieri, i bombardieri in picchiata, che scendevano in picchiata per sganciare le bombe, applicando quindi anche una componente verticale alla velocità dell'ordigno, che andava a scapito della componente orizzontale.

## Storia

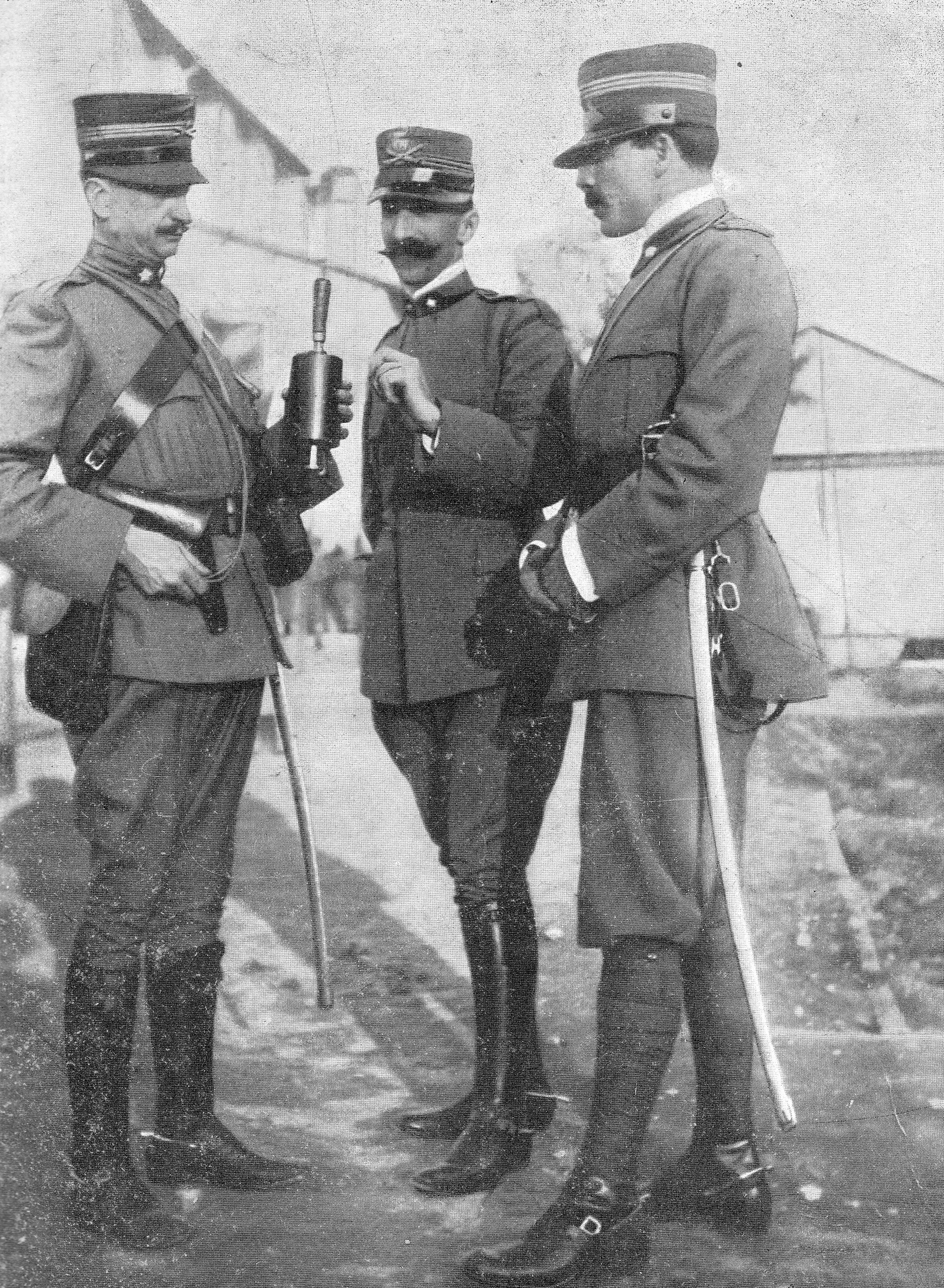
L'onorevole Carlo Montù a sinistra, il tenente Aurelio Bontempelli ideatore della bomba e a destra il capitano Maltese.

Le prime bombe sganciate su bersagli dall'aria furono quelle imbarcate su aerostati senza pilota dagli austriaci durante l'assedio di Venezia del 1849.
Le prime bombe lanciate da aerei, furono gli ordigni simili a bombe a mano utilizzati dal tenente italiano Giulio Gavotti il 1º novembre 1911, durante la guerra italo-turca. In realtà si trattava di bombe al picrato di potassio specificamente messe a punto dal tenente di vascello Cipelli nel silurificio di San Bartolomeo di La Spezia. L'esplosivo contenuto all'interno di una sfera d'acciaio e fortemente reattivo agli urti, detonava all'impatto della bomba con il suolo innescato da una pallina di ferro tenuta ferma durante il volo da una sicura. Il pilota, sorvolando l'obiettivo, strappava la sicura con i denti e mantenendo i comandi di volo con una mano, con l'altra lasciava cadere la bomba. Il pericolo di questo tipo di armi è testimoniato dallo stesso Cipelli, morto in un incidente con l'esplosivo nel 1908, tre anni prima dell'impiego della bomba che da lui prese il nome.
Il lancio veniva effettuato a mano. Successivamente, durante la prima guerra mondiale, aerei e dirigibili vennero attrezzati con rastrelliere esterne e stive bombe per poter lanciare gli ordigni in modo controllato; di norma il mezzo aereo prevedeva la figura del puntatore / bombardiere per sganciare le bombe. Le bombe a caduta libera hanno servito nei vari conflitti succedutisi fino ad oggi, e vengono definite anche bombe stupide per distinguerle dalle bombe intelligenti cioè dotate di dispositivi di guida post lancio.

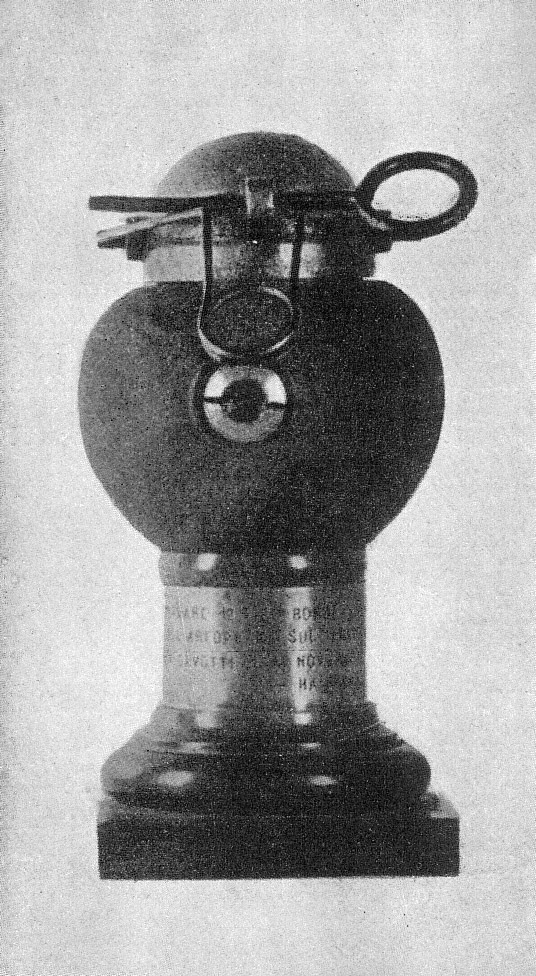
La bomba Cipelli, la prima bomba lanciata da un aeroplano dagli italiani nel 1911.

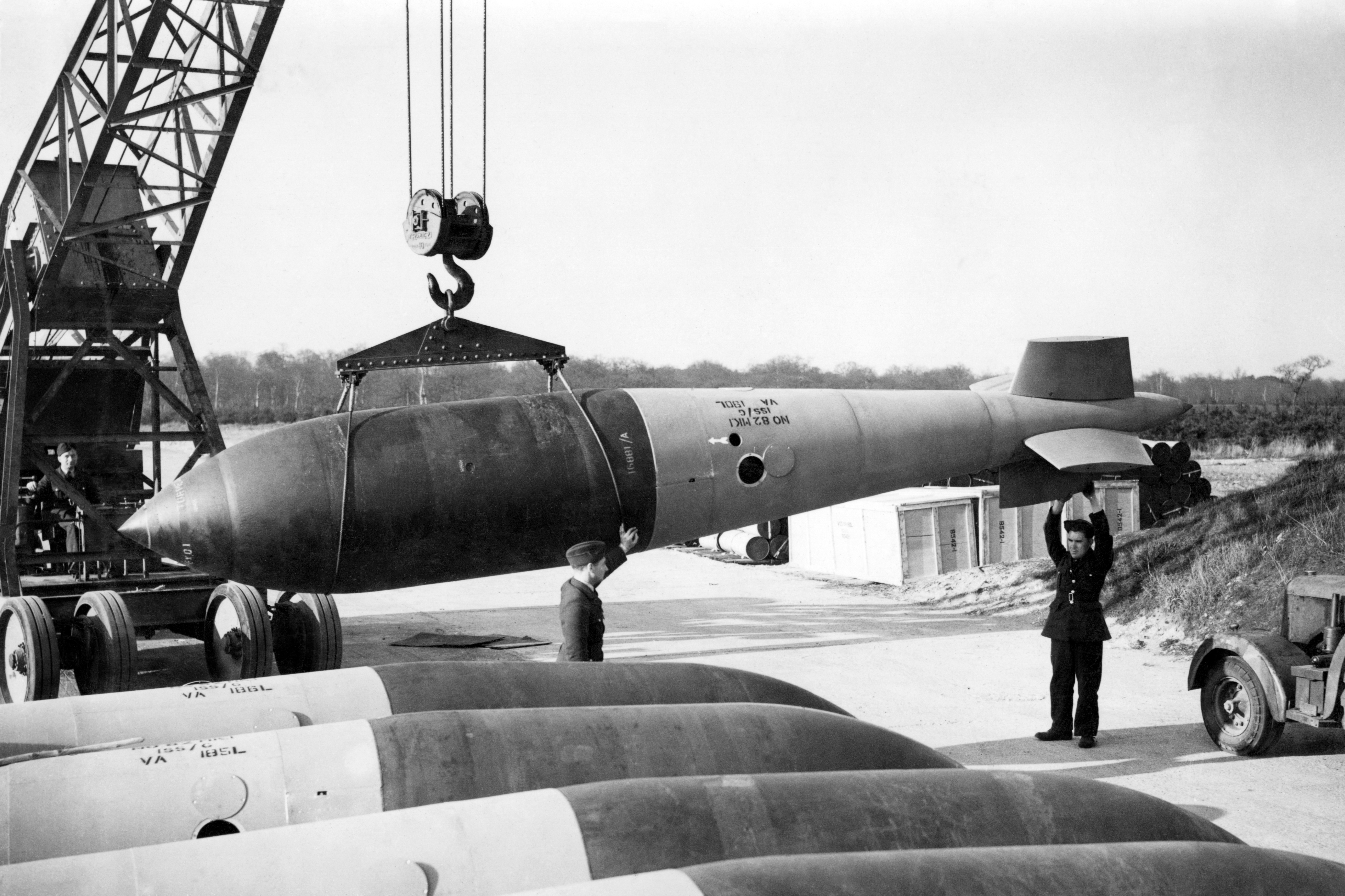
La bomba britannica Grand Slam da 22 000 lb (9 979 kg) impiegata nella seconda guerra mondiale

## Le guerre mondiali
Nel corso della prima guerra mondiale si passò dalle bombe di pochi chilogrammi sganciate manualmente, ad ordigni anche di 100 chilogrammi trasportati per esempio dai tedeschi dirigibili Zeppelin e bombardieri plurimotori, come i tedeschi Gotha G.V impiegati per bombardare Londra e in grado di trasportare fino a 454 chilogrammi di bombe in totale.
Nel corso della seconda guerra mondiale l'enorme sviluppo dell'aviazione e l'impiego di bombardamenti strategici e tattici, con conseguenti differenti esigenze in relazione agli obiettivi ed alle tattiche di combattimento, portarono allo sviluppo di una notevole varietà di bombe. Si ebbero così bombe da demolizione, quali le britanniche Blockbuster e le Grand Slam da 22 000 lb, (9 979 kg) pesanti diverse tonnellate, bombe dirompenti, più piccole e piuttosto adatte a colpire le persone, incendiarie (al fosforo, alla termite od al napalm), generalmente impiegate contro i centri abitati.